# Rio Ditrău
O Rio Ditrău é um rio da Romênia, afluente do Mureş, localizado no distrito de Harghita.